# Śliwnica (Ukraina)
Śliwnica (ukr. Сливниця) – wieś w rejonie samborskim (wcześniej w rejonie starosamborskim) obwodu lwowskiego Ukrainy. Wieś liczy około 169 mieszkańców. Podlega słochyńskiej silskiej radzie.